# Driant (fill de Licurg)
|  | No s'ha de confondre amb Driant. |

Driant (en grec antic Δρύας, gen. Δρύαντος), és un personatge de la mitologia grega, fill de Licurg, rei de Tràcia.
Licurg ja és esmentat a la Ilíada com a exemple dels càstigs que esperen a qui desafii els déus. Quan Dionís va voler travessar Tràcia per dirigir-se contra els indis, Licurg li barrà el pas i va capturar les bacants que anaven amb el déu, i els sàtirs del seu seguici. Dionís es va haver de refugiar al mar on l'acollí Tetis, la filla de Nereu. Però miraculosament, les bacants van ser alliberades de les seves cadenes, i Licurg va ser embogit per Dionís. Creient que el seu fill Driant era un cep, el va matar d'un cop de destral.